# Pedro Carrizo
Pedro Alex Carrizo Córdova (Antofagasta, 9 novembre 1980) è un ex calciatore cileno, di ruolo portiere.